# Baraxina
Baraxina (лат.) — род мелких жуков-ощупников из подсемейства Pselaphinae (Staphylinidae). Около 15 видов.

## Распространение
Новая Каледония (Океания).

## Описание
Мелкие коротконадкрылые жуки—ощупники, длина тела около 2 мм (от 1,70 до 2,15 мм), максимальная ширина 0,65-0,90 мм. Основная окраска красновато-коричневая. Тело удлиненное, умеренно тонкое, сильно или умеренно выпуклое, у большинства видов блестящее; двухцветный, голова, верхнечелюстные щупики и переднеспинка от тёмно-коричневого до угольно-чёрного, надкрылья, брюшко и ноги красновато-коричневые.
Голова без рострума, со щетинистой фронтальной ямкой и щетинковидными дорсальными тенториальными ямками, снизу с выступающим срединным горловым валиком; максиллярные щупики значительно длиннее головы, с 2 пальпомерами булавовидными, постепенно расширяющимися дистально и слабо изогнутыми, 3-й пальпомер маленький, суб-четырехугольный, с закругленным внешним краем, 4-й пальпомер сильно удлиненный, в проксимальной половине почти цилиндрический, дистально равномерно сужается к заостренной вершине, сенсорный придаток присутствует и тонкий; 2-4 пальпомеры редко покрыты видоизмененными щетинками, расширяющимися дистальнее и загнутыми наружу. Ментум удлиненный. Усики состоят из 11 антенномеров, булава трёхчлениковая, нечетко разделенная, антенномеры 9 и 10 видоизменены у самцов; антенномер 11 у обоих полов с субапикальным вдавлением, несущим коническую группу из нескольких базиконических сенсилл. Переднеспинка с отчетливыми щетинковидными срединными и боковыми ямками, без антебазальной борозды. Гипомера подразделяется на узкую внутреннюю и широкую внешнюю области; имеется гипомеральная бороздка, неглубокая. Каждое надкрылье с тремя асетозными базальными ямками, без штрихов и килей. Мезоскутеллярный щиток мелкий, едва заметный между основаниями надкрылий, с тонким срединным продольным килем, отграничен от сросшейся скутеллярной области глубокой перетяжкой. Первый видимый тергит (IV) брюшка с большой поперечной медиобазальной ямкой и двумя боковыми ямками, все заполнены видоизмененными ланцетными щетинками. Эдеагус со слабосклеротизированной, симметричной или слегка асимметричной срединной долей, асимметричными удлиненными эндофаллическими склеритами (неразличимы у одного вида) и удлиненными парамерами.

## Экология
Виды Baraxina связаны с мёртвой древесиной в тропических лесах, поскольку большинство исследованных образцов было собрано путем просеивания влажной гнилой древесины и путем обработки деревьев и брёвен пиретрумом или из подкорковых местообитаний. Некоторые образцы были также собраны путем просеивания листовой подстилки и другими ловушками. Никаких других подробностей, касающихся экологии Baraxina, не известно.

## Классификация
Род был впервые выделен в 1896 году и включён в состав трибы Brachyglutini из надтрибы Goniaceritae, где близок к родовой группе Rybaxis. Из обитающих на Новой Каледонии представителей подтрибы Brachyglutina сходен с родами Eupines  King, 1866, Anasopsis  Raffray, 1904, Kieneriella  Yin & Hlaváč, 2016, Physoplectus  Reitter, 1882.
- Baraxina amieuana Hlaváč & Jałoszyński, 2021[1]
- Baraxina aoupinica Hlaváč & Jałoszyński, 2021
- Baraxina asymmetrica Hlaváč & Jałoszyński, 2021
- Baraxina burwelli Hlaváč & Jałoszyński, 2021
- Baraxina dzumacana Hlaváč & Jałoszyński, 2021
- Baraxina francoisi  Raffray, 1896
- Baraxina grimbacheri Hlaváč & Jałoszyński, 2021
- Baraxina jenisi Hlaváč & Jałoszyński, 2021
- Baraxina kanakorum Hlaváč & Jałoszyński, 2021
- Baraxina koghisiana Hlaváč & Jałoszyński, 2021
- Baraxina lescheni Hlaváč & Jałoszyński, 2021
- Baraxina monteithi Hlaváč & Jałoszyński, 2021
- Baraxina parakoghisiana Hlaváč & Jałoszyński, 2021
- Baraxina pecki Hlaváč & Jałoszyński, 2021
- Baraxina poroana Hlaváč & Jałoszyński, 2021
- Baraxina rutai Hlaváč & Jałoszyński, 2021
- Baraxina wanati Hlaváč & Jałoszyński, 2021